# Salin-de-Giraud
Koordinaten: 43° 25′ N, 4° 44′ O
Der Ort Salin-de-Giraud liegt auf dem Gebiet der Gemeinde Arles im französischen Département Bouches-du-Rhône, am südöstlichen Rande der Camargue und am rechten Ufer des Rhone-Hauptarms Grand Rhône. Er zählt etwa 2.100 Einwohner. Der Namensteil Salin bezieht sich auf die südlich des Orts liegende ausgedehnte Meerwassersaline.

## Geschichte

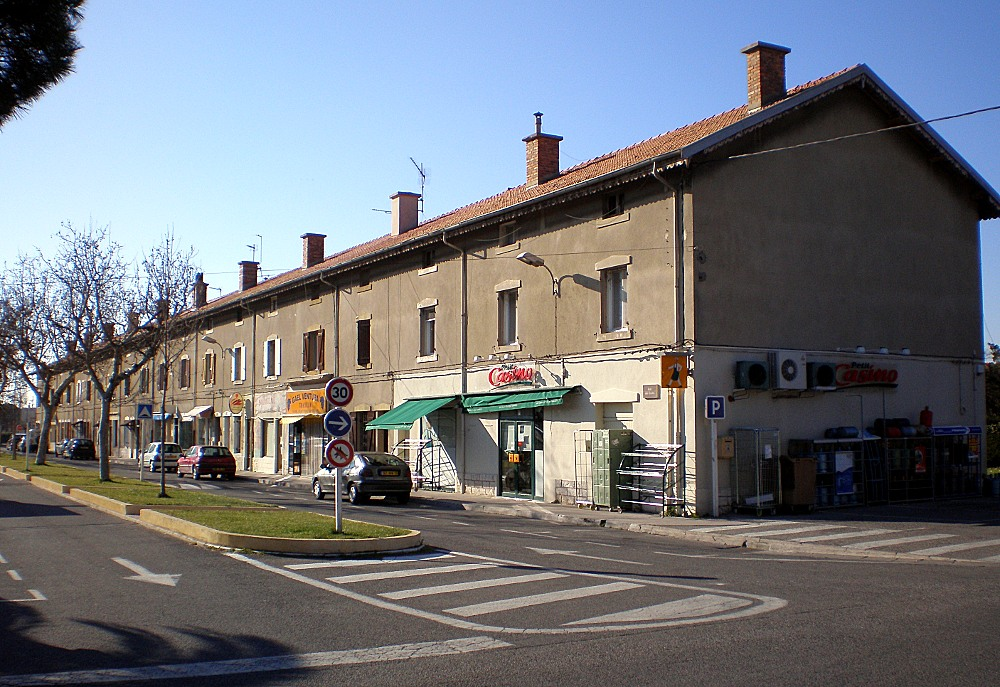
Rue des Écoles im Quartier Solvay mit belgisch anmutender Häuserzeile

Der Ort selbst wurde 1856 für die Belegschaft der die Saline ausbeutenden und zur Salins du Midi-Gruppe gehörenden Firma Merle gegründet. Vierzig Jahre später siedelte sich ein chemisches Werk der belgischen Firma Solvay an. Aus dieser Zeit stammt auch das eher an belgische als an südfranzösische Siedlungen erinnernde Ortsbild im Quartier Solvay. Durch den Rückgang der Salzgewinnung aus Meersalz sank die Bevölkerungszahl. Erst durch das Aufkommen des Tourismus, hauptsächlich an der Plage d'Arles, einem relativ unerschlossenen Strandabschnitt des Golfe du Lion östlich und westlich der Rhônemündung, kamen neue Erwerbsquellen für die Einwohner hinzu.
Bestrebungen nach Unabhängigkeit von der Gemeinde Arles scheiterten seit 1904 mehrmals, zuletzt im Dezember 2007.

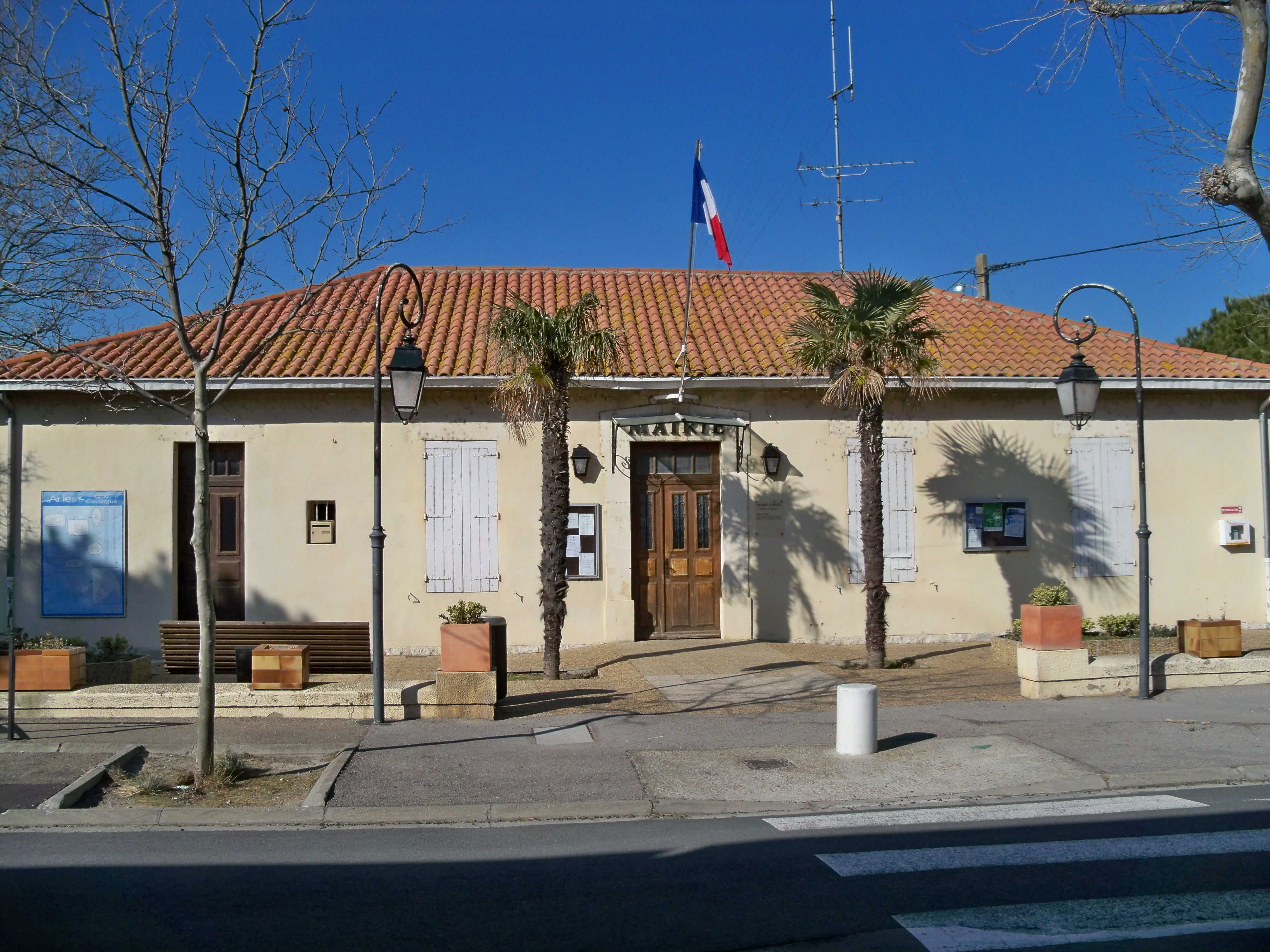
Rathaus

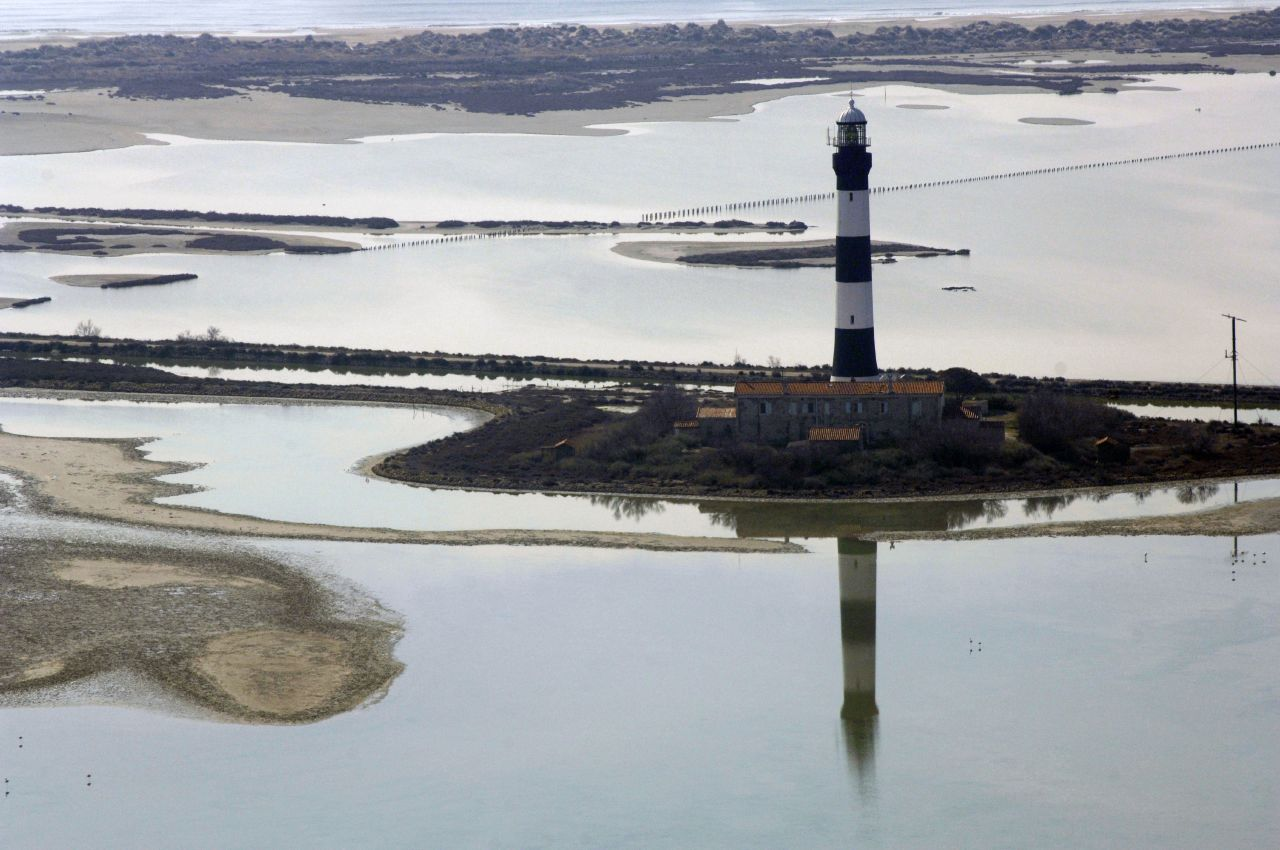
Phare de Faraman

## Verkehr
Nach Salin-de-Giraud gelangt man von Arles aus über eine parallel zur Rhône führende Straße. Zum westlich der Grand Rhône liegenden Strandabschnitt Plage de Piémanson führt eine schmale Straße durch die Salinen. Nach Saintes-Maries-de-la-Mer existieren etwa 30 Kilometer lange Fußwege, die teilweise am Strand entlang oder durch das Naturschutzgebiet Étang de Vaccarès führen.
Seit 1933 besteht eine Fährverbindung nach Port-Saint-Louis-du-Rhône, der Fähre Barcarin (Bac de Barcarin). Das 1987 in Betrieb genommene dritte Boot transportiert bis zu dreißig PKW in drei Minuten über die Grand Rhône.
Im Eisenbahngüterverkehr wurden die Waggons zunächst auf dem Bac de Barcarin über den Fluss gebracht. Ab 1958 wurden sie mittels eines Trajekts mit zwei Booten über die Rhône zur Saline und zur Firma Solvay befördert. Nach 2008 wurden die Anlagen demontiert.

## Sehenswertes und Veranstaltungen
Neben der Flora und Fauna der Camargue sind die drei Leuchttürme auf dem Gebiet der Gemeinde zu erwähnen:
- Phare de Faraman
- Phare de Beauduc
- Phare de la Gacholle

Alle drei sind nur zu Fuß oder mit dem Fahrrad zu erreichen. In den aus den 1950er Jahren stammenden Arènes de Salin-de-Giraud findet jährlich im Juni, Juli oder August die Stierkampfveranstaltung Course camarguaise statt. Hauptsächlich im Sommer werden auch Boule- und Pétanquewettbewerbe veranstaltet.
Salin-de-Giraud liegt etwa 7 Kilometer Luftlinie vom Strand entfernt und ist keine typische Touristenstadt. Touristen nutzen den Ort primär zu Einkäufen und Restaurantbesuchen.

## Bekannte Töchter und Söhne
- Marcel Domingo (1924–2010), Fußballspieler

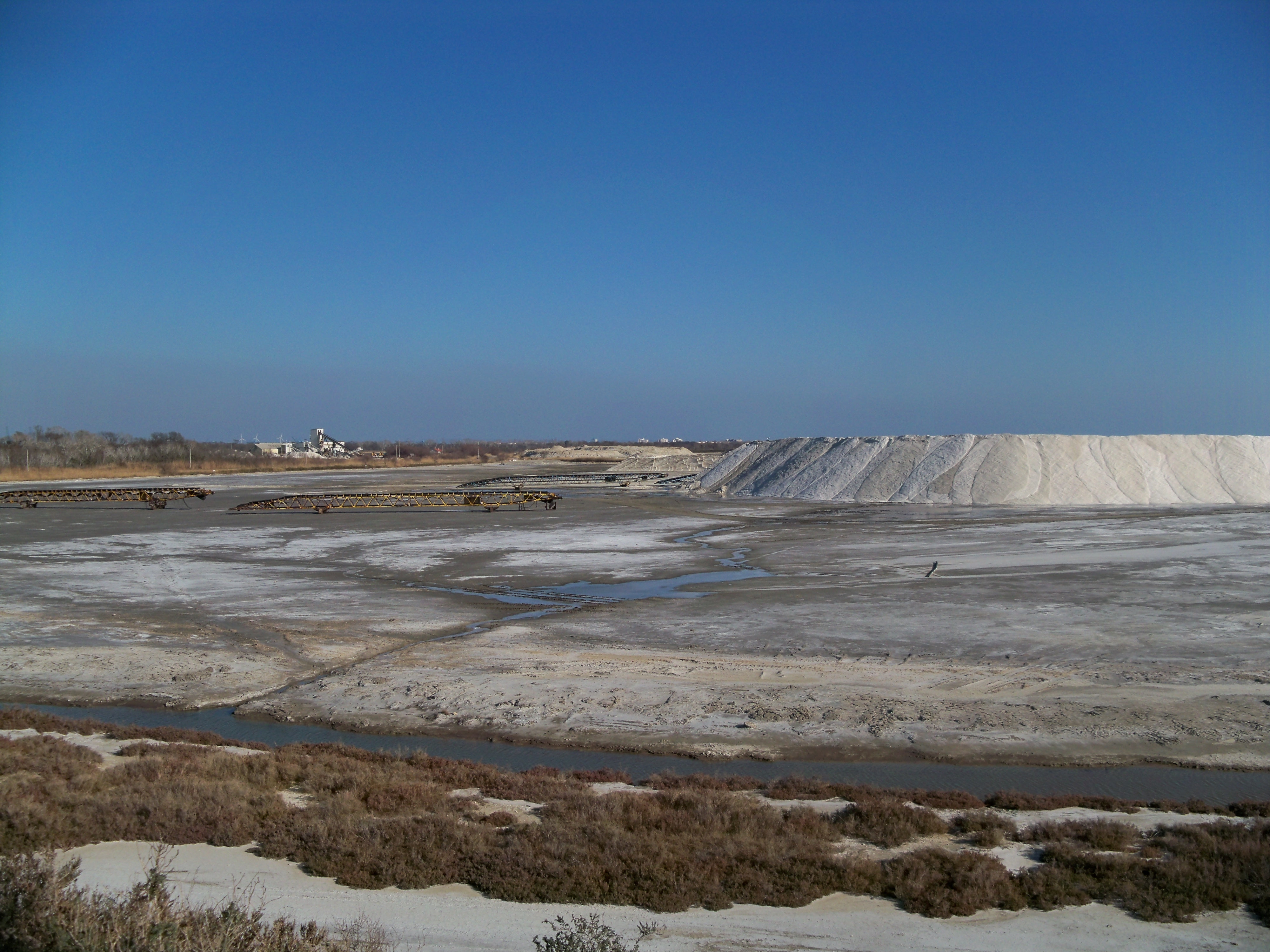
Salzhalde
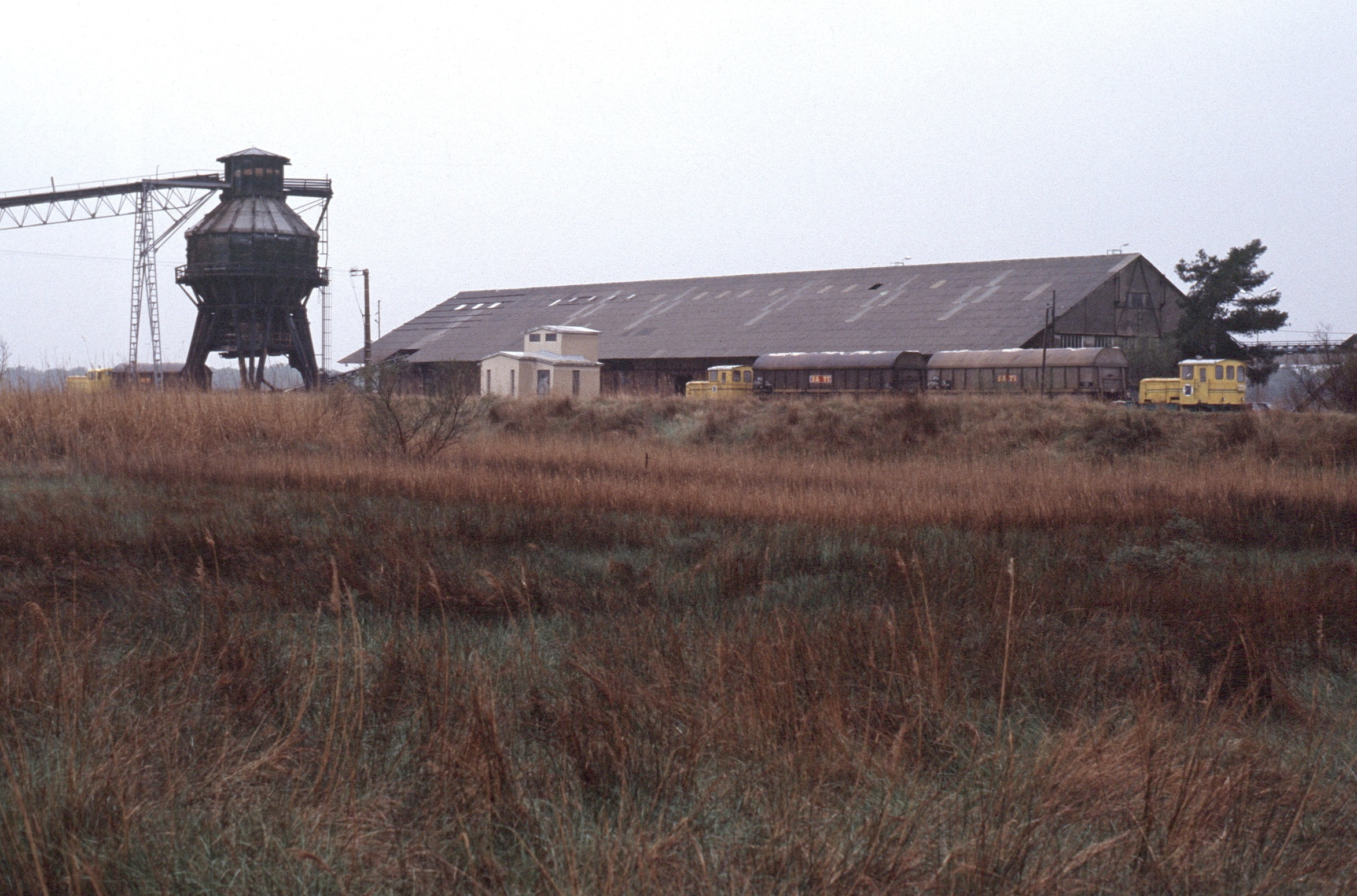
Salzverladung auf Eisenbahnwagen, 1989
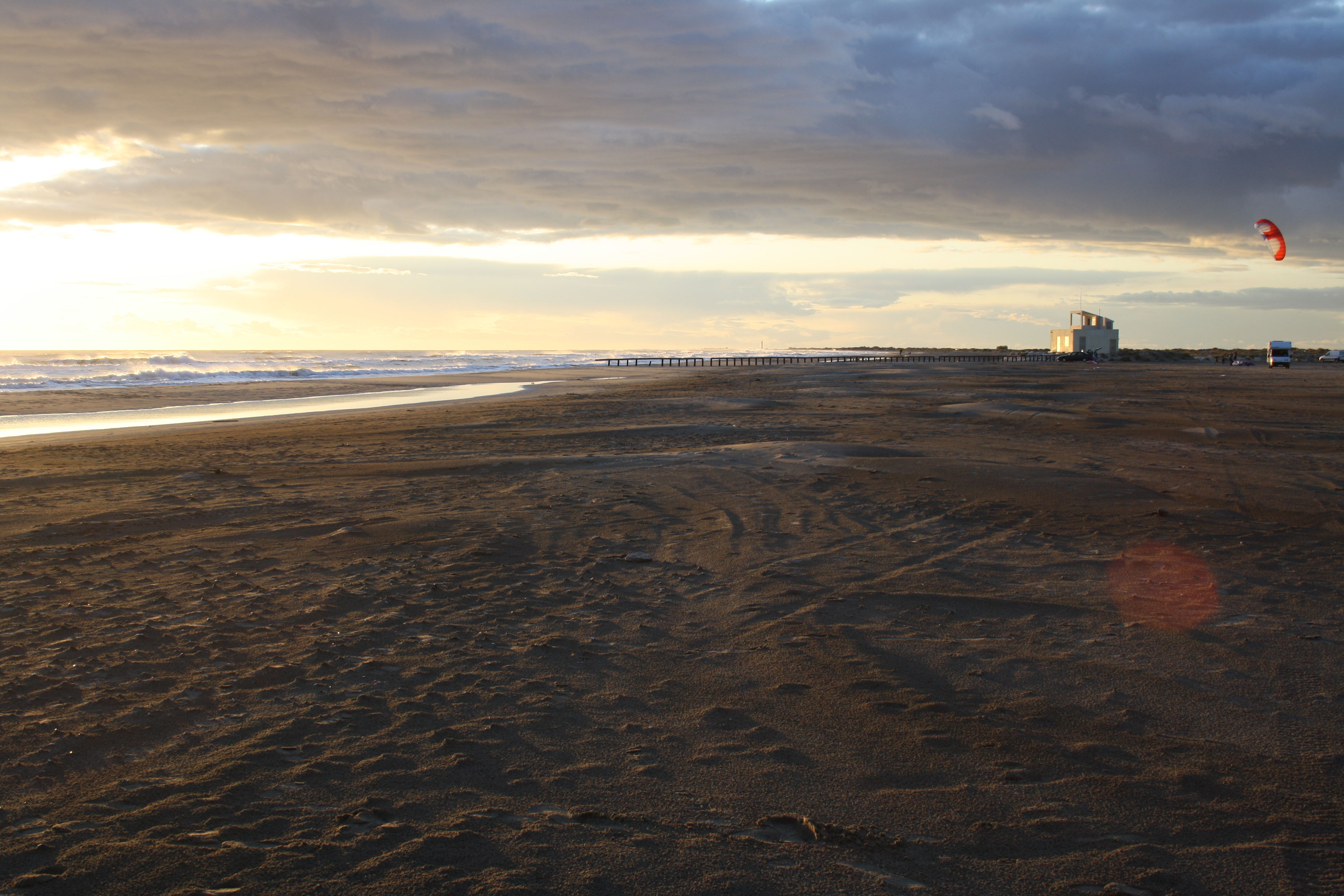
Plage de Piémanson
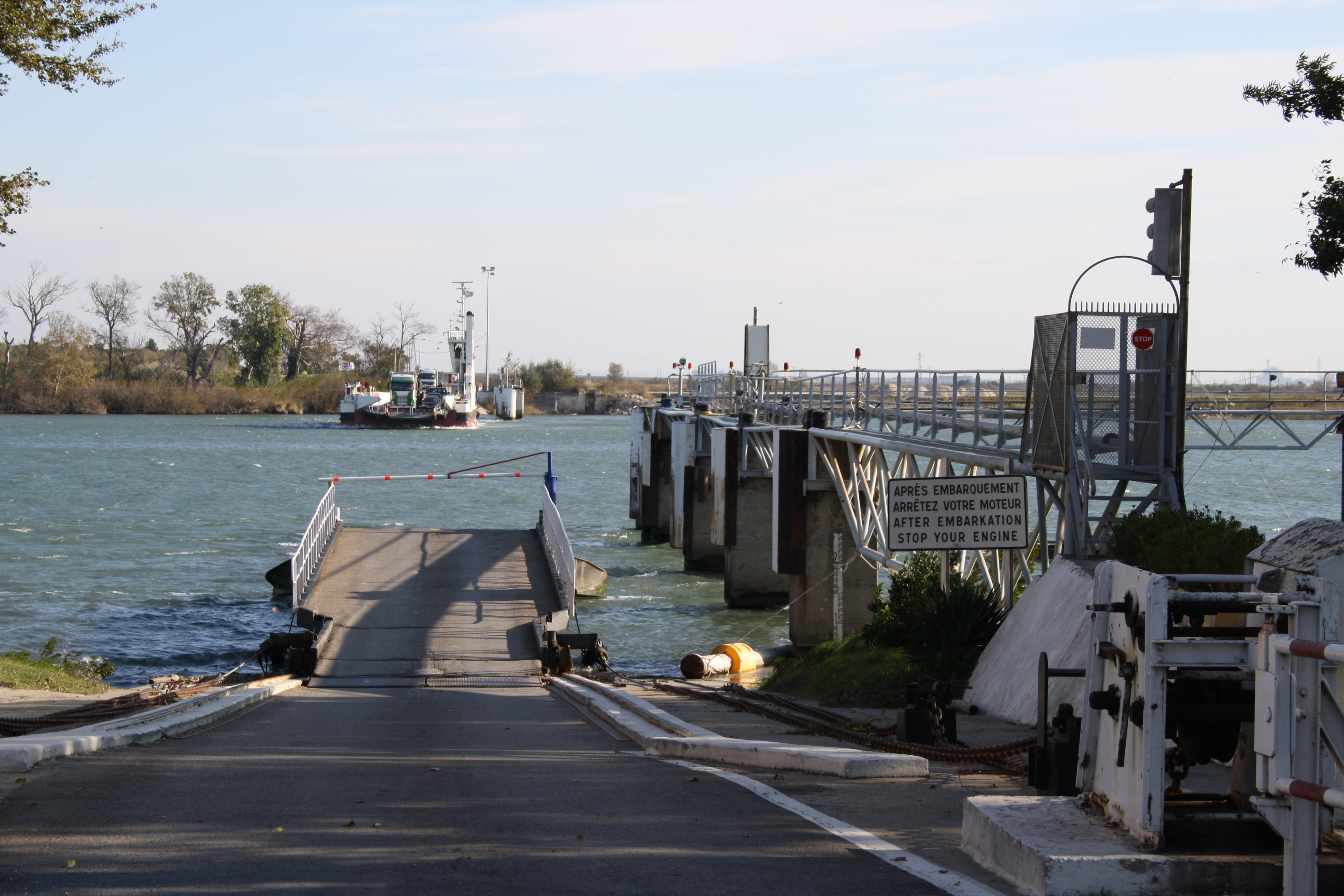
Fähre Barcarin
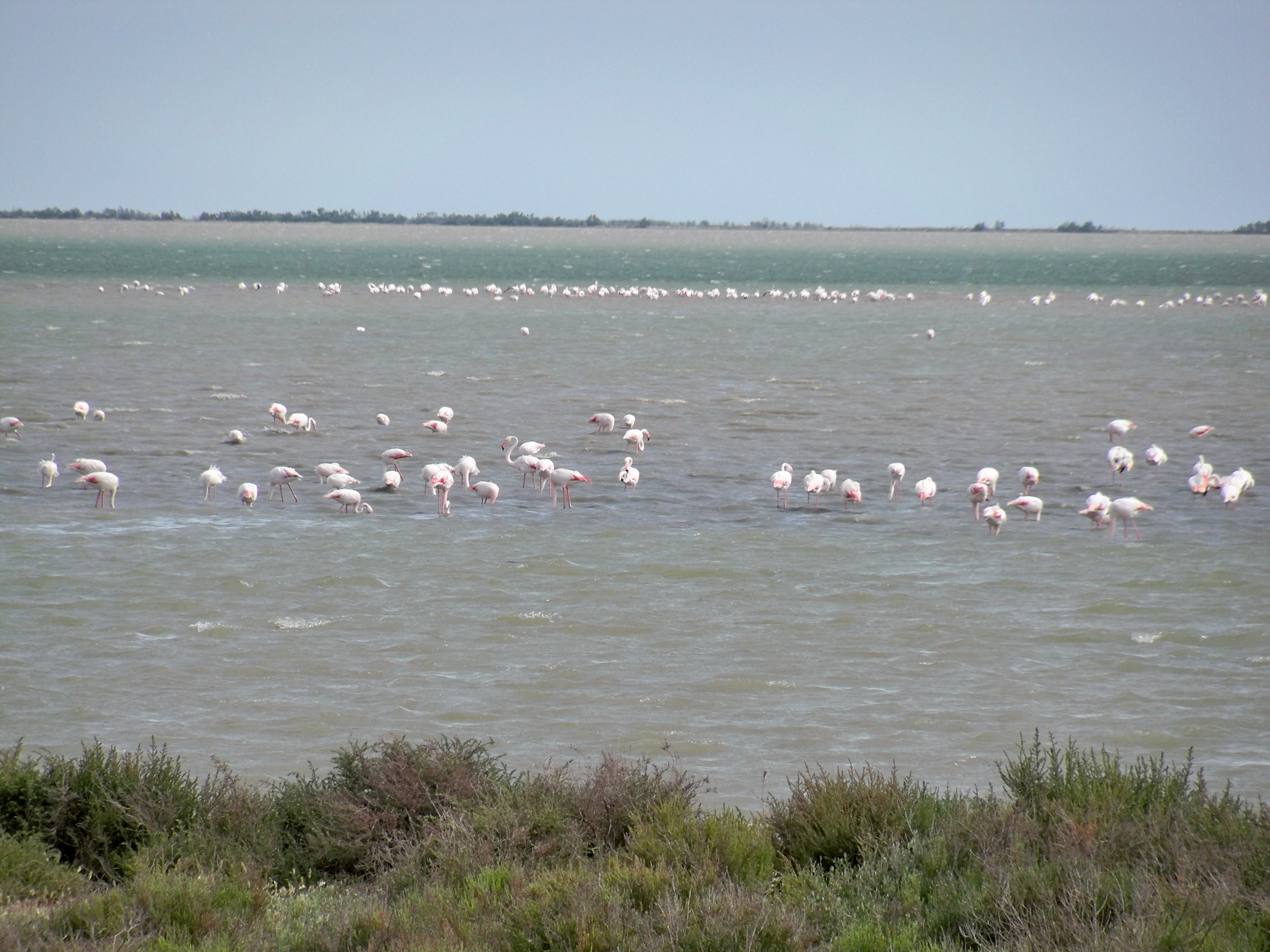
Étang de Vaccarès